# Jan Schlögl
Jan Schlögl (1. května 1871, Svatá Helena, Uhersko – 9. ledna 1949, Praha) byl český učitel. Vyučoval český jazyk ve své rodné vesnici Svatá Helena v Banátu, později slovenský jazyk v Čeklíse (dnešním Bernolákovu) a Bratislavě.
Je autorem Školské kroniky, která popisuje život Čechů ve Svaté Heleně. Věnuje se v ní příběhům prvních Čechů, kteří se zde usadili, dále místnímu školství, náboženství, zemědělství nebo kulturním a společenským událostem. Jeho kronika je tak cenným historickým pramenem.

## Život
Jan Schlögl se narodil ve Svaté Heleně v rodině místního učitele Jindřicha Schlögla (* 1841, Velká Řetová – 1897, Svatá Helena) a Barbory Fialové (* 20. července 1834, Sv. Helena). Měl tři další sourozence, bratry Jindřicha, Františka a Adolfa. Stal se po vzoru svého otce učitelem. Musel se vyrovnávat s působením farářů nebo učitelů, kteří se snažili místní české obyvatele pomaďarštit. Opakovaně se snažili Schlögla ze Svaté Heleny vyhnat a místní obrátit proti němu.
Dne 14. května 1901 v obci Boicza v Sedmihradsku se Jan oženil s Annou Váňovou (9. 2. 1874 Velká Řetová – 30. 5. 1947 Praha).
V roce 1914 byl svého místa zbaven a umístěn na maďarskou školu v Senteši. Poté byl poslán na frontu v Užoku na Uherské Rusi. V roce 1916 byl kvůli dlouhé nemoci propuštěn.
Po konci války mu údajně hrozilo oběšení, proto s manželkou prchli po zamrzlé Tise nejdříve do Budapešti a pak do Bratislavy. Poté pokračoval do Prahy za svými dětmi. Zde byl jmenován ředitelem školy v Čeklíse u Bratislavy (dnešní Bernolákovo). Zde však byl ze strany svého předchůdce, který proti němu štval místní obyvatele, vystaven podobným potížím jako na Svaté Heleně.
V roce 1921 se rozjel do Senteše pro své osobní věci, Maďary byl však zatčen jako zrádce a špion. Pět měsíců byl vězněn v Segedíně, propuštěn byl po zásahu čs. státu. V roce 1924 požádal o přeložení do Bratislavy, kde pracoval dalších sedm let. Poté požádal o odchod do výslužby.
Zemřel ve věku 77 let, je pohřben stejně jako jeho manželka v Praze–Střešovicích.

## Kronika Svaté Heleny
V roce 1934 v Bratislavě sepsal Jan Schlögl Školskou kroniku, která je zdrojem historických informací o životě Čechů ve Svaté Heleně. Vycházel přitom ze zápisků svého otce, Jindřicha Schlögla. V kronice rozebírá příchod Čechů do této divoké, neobydlené krajiny a potíže, které jim místní přírodní podmínky způsobovaly. Věnuje se pak zejména místnímu školství, ale také náboženství, zemědělství nebo kulturním a společenským událostem. V úvodu kroniky píše:
„Zavděčím se snad mnohém s pánu čitatelů těchto řádků podávaje krátký a stručný i v mnohém zajímavý nátěr o založení a tak řka v zapomenuti jsoucích ryze českých osad a rozvoj školství v těch samých.“
„Povždy mějte před očima trpkou minulost vašich předků, z ní napájejte srdce svá mladistva nadšením k vytrvalosti, milujte upřimnou láskou vaši nynější rodnou zem, láskou ku pravdě a právu, láskou nehynoucí pak k vašemu rodnému jazyku, k dědičnému „jazyku českému, mateřskému“!“

## Externí odkaz
- Školská kronika ke stažení, Síť víry